# Dirca palustris
Dirca palustris är en tibastväxtart som beskrevs av Carl von Linné. Dirca palustris ingår i släktet Dirca och familjen tibastväxter. Inga underarter finns listade i Catalogue of Life.

## Bildgalleri

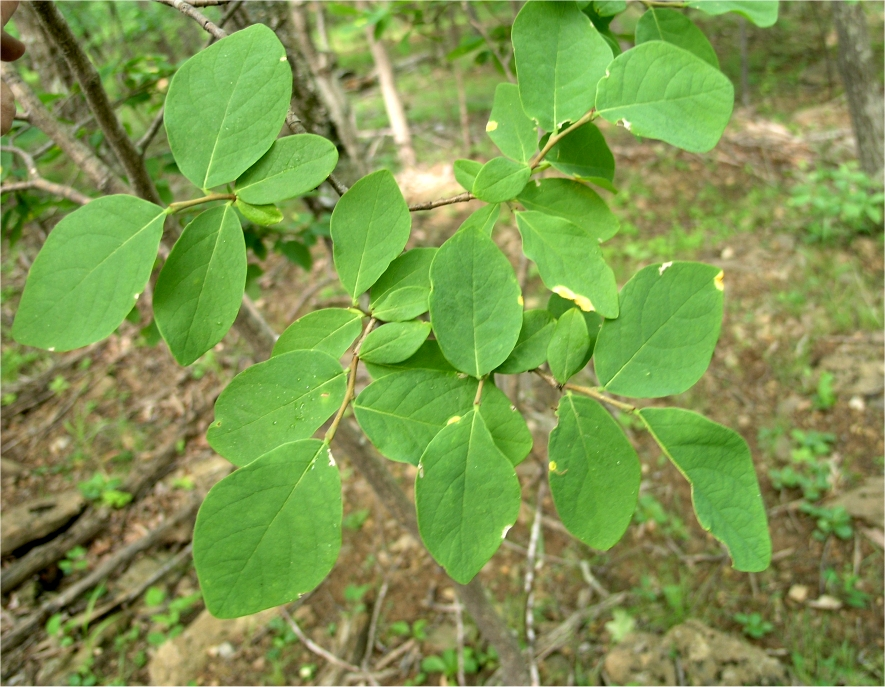
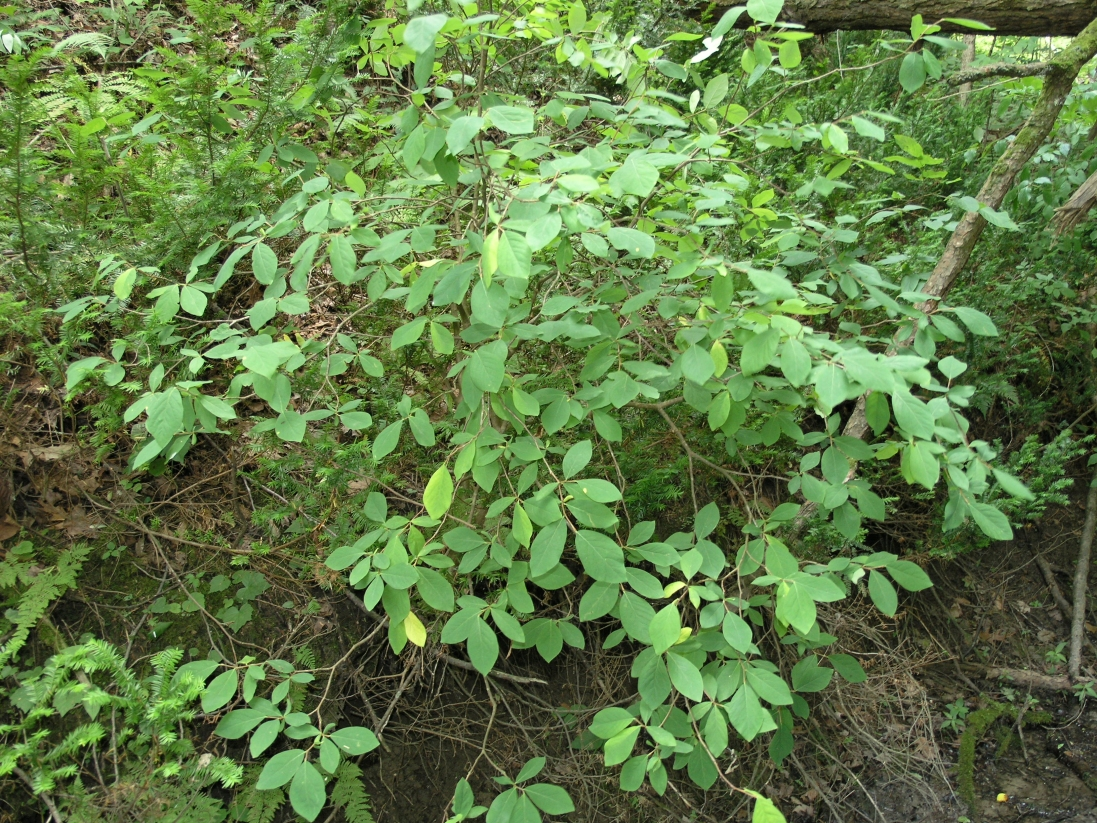